# Łączna (województwo świętokrzyskie)
Łączna (dawn. Łączna-Zaszosie) – wieś w Polsce położona w województwie świętokrzyskim, w powiecie skarżyskim, siedziba gminy Łączna.
W latach 1954–1972 wieś należała i była siedzibą władz gromady Łączna. Po reformie administracji gminy Łączna. W latach 1975–1998 miejscowość administracyjnie należała do województwa kieleckiego.
Przez Łączną przebiega droga ekspresowa S7.
W miejscowości działa klub piłki nożnej, ULKS Łączna, założony w 1951 roku.
Łączna jest punktem początkowym  czerwonego szlaku turystycznego prowadzącego do rezerwatu przyrody Diabla Góra oraz  zielonego szlaku turystycznego prowadzącego do Starachowic.

## Części wsi
| SIMC    | Nazwa    | Rodzaj     |
| ------- | -------- | ---------- |
| 0274281 | Jaśle    | przysiółek |
| 0274269 | Kanada   | przysiółek |
| 0274275 | Koszary  | przysiółek |
| 0274298 | Osełków  | przysiółek |
| 0274306 | Stawik   | przysiółek |
| 0997447 | Zaszosie | przysiółek |

## Historia
Wieś z metryką sięgającą XIV wieku.

W roku 1578 występuje jako Lanczno wieś w powiecie kieleckim.
Jan Radlica biskup krakowski sprzedaje r. 1383 sołtystwo we wsi Łączna za 20 grzywien Świętosławowi synowi Seserkona z Brzegów. W roku 1422 Albert biskup krakowski nadaje Maciejowi młynarzowi część młyna w tej wsi. Przy młynie był i folusz (Kodeks katedry krakowskiej, t. II, 93 i 481).
Była wsią biskupstwa krakowskiego w województwie sandomierskim w ostatniej ćwierci XVI wieku. Z rejestrów poborowych roku 1578 wiadomo że płacą tu od 18 osób, 11 ½ łana, 5 zagrodników, są 2 łany sołtysie, 6 komorników ubogich., 14 rzemieślników,1 piekarka.
Rozwój Łącznej (XVII-XX w.) związany był z górnictwem i przemysłem hutniczym (kuźnice, wielkie piece i huty) w ramach Staropolskiego Okręgu Przemysłowego.
W wieku XIX Łączna opisana jest jako wieś w powiecie kieleckim, gminie Suchedniów, parafii Wzdół. Posiada kaplicę filialną parafii Wzdół.
W 1827 r. wieś rządowa 134 domów, 884 mieszkańców i część prywatna 1 dom., 8 mieszkańców.
Łączna to także obręb leśny w samsonowskim urzędzie leśnym.
Podczas II wojny światowej miała tu miejsce nasilona działalność partyzancka. Po wojnie rozwijał się drobny przemysł, a także przemysł związany z wydobyciem kwarcytu na Bukowej Górze.

## Zabytki

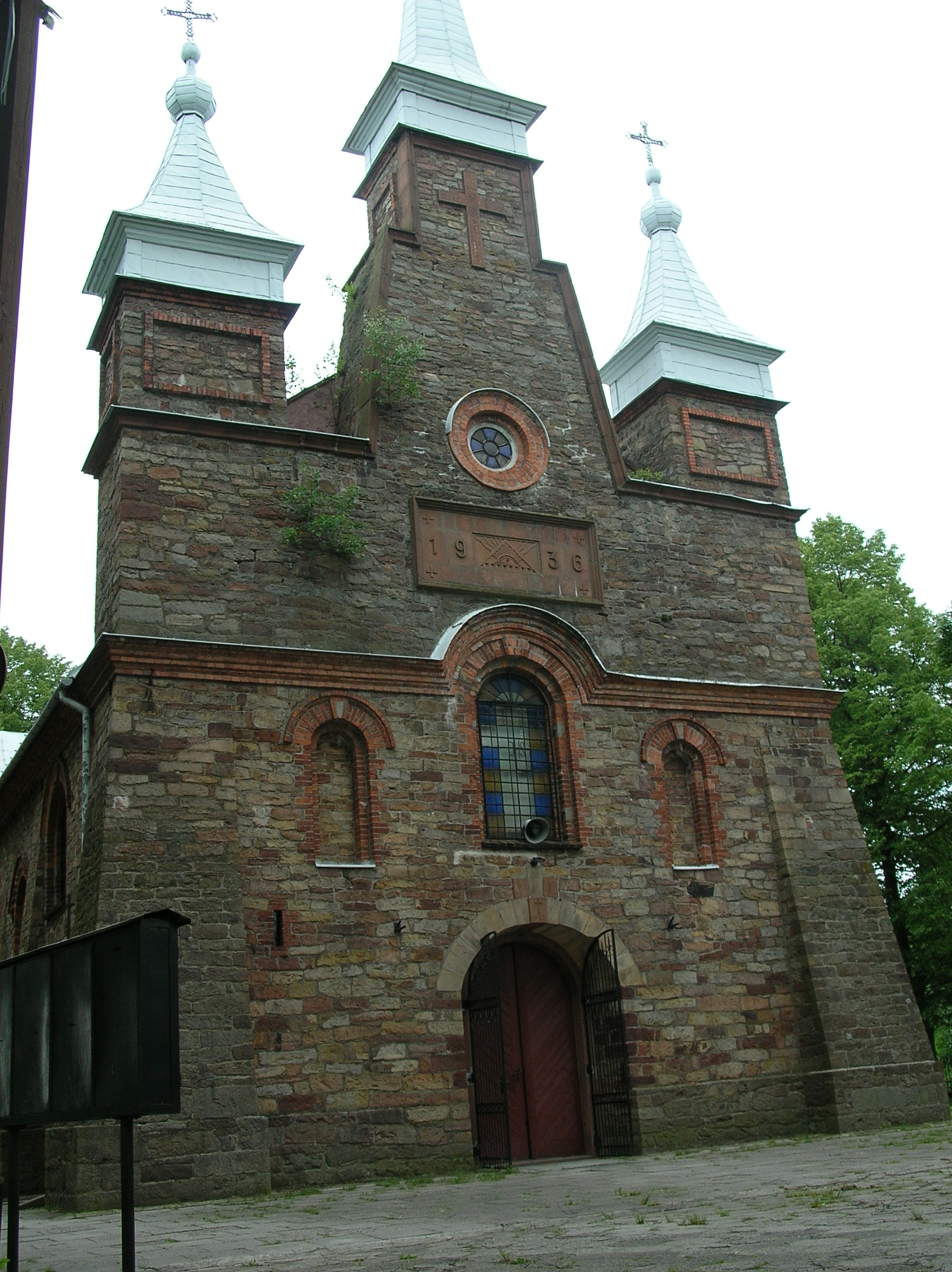

- Kościół parafialny pw. św. Szymona i Judy Tadeusza Apostoła z 1912 r. jest obiektem stosunkowo młodym. Wzniesiony jest na planie krzyża, zbudowano go z czerwonego piaskowca. Architektura nawiązuje do cech romańskich (rozeta, okna, portal wejściowy, surowe ciosy kamienne) i elementów gotyku (wieżyczki, zwieńczenia, przypory boczne). Nad wejściem powyżej gzymsu, u podstawy wieży, wmurowana jest duża tablica pamiątkowa z datą - 1936. Tablica zawiera w centrum płaskorzeźbę Oko Opatrzności Bożej. Fasada z wieżą centralną i dwiema wieżyczkami bocznymi jest lokalną dominantą, ale wysokie zadrzewienia otoczenia kościoła ograniczają jej oddziaływanie przestrzenne w okolicy. Kościołowi towarzyszy niewysoka wolnostojąca dzwonnica na rzucie zbliżonym do kwadratu, z czterospadowym, piramidalnym dachem pokrytym gontem. Na dziedzińcu przykościelnym stoją wysmukłe drewniane krzyże misyjne. Całość otoczona ażurowym, ozdobnym ogrodzeniem metalowym. Obok kościoła znajdował się drewniany budynek dawnej plebanii, na planie litery L, z obudowanym gankiem bocznym. Budynek plebanii był oznaczony jako zabytek w „Spisie zabytków województwa Kieleckiego" wydanym przez Wojewódzkiego Konserwatora Zabytków w 1981 roku, przy czym zapis dotyczył budynku murowanego. Tenże spis datował kościół na przełom XIX i XX wieku.
- 2 miejsca pamięci z okresu II wojny światowej

## Ciekawostki
- Znany jest opis dworu znajdującego się tuż za kościołem, (w stronę Podłazia) dziś jest to teren prywatny. Obecnie mieszkają w tym miejscu potomkowie właścicieli dworu. Obok dworu był także folwark i karczma. Było to w latach 1867-1913 r. Właściciel dworu w Łącznej (właściciel dworu, folwarków w Łącznej i Karczmy) stracił cały dorobek życia wskutek pierwszej wojny światowej. Dziś w miejscu dawnego dworu jest figurka z 1915 roku, poświęcona właścicielom dworu, przez ich bliskich przyjaciół z napisem - aby, opatrzność Boska nad nimi czuwała, po stracie dorobku. Tę figurkę można dziś bardzo łatwo rozpoznać, gdyż tuż przy niej rośnie ogromne drzewo. Można ją obejrzeć przy okazji pobytu w zabytkowym Kościele Parafialnym.
- Łączna, Łącznianka, Żeleźnianka,taką nazwę nosiła  rzeka w powiecie kieleckim zwana obecnie Kamionka: źródło ma pod wsią Łączną, płynie ku północy przez Ogonów, Berezów, Suchedniów, Rejów i w powiecie koneckim, pod Bzinem, wpada z prawego brzegu do Kamiennej. Długa 11 wiorst, przy wyliczeniu rzek uohodzących do Kamiennej wymieniona Łączna „z Żeleźnianką i Łosieńcem” Pierwsza jest drugą nazwą samej Łącznej; co do Łosieńca może nią być rzeczka wpadająca z lew. brzegu pod Berezowem (Opis według Słownika Geograficznego Królestwa Polskiego, Tom V, str. 630)[12]